# برنامج الفضاء الفلبيني

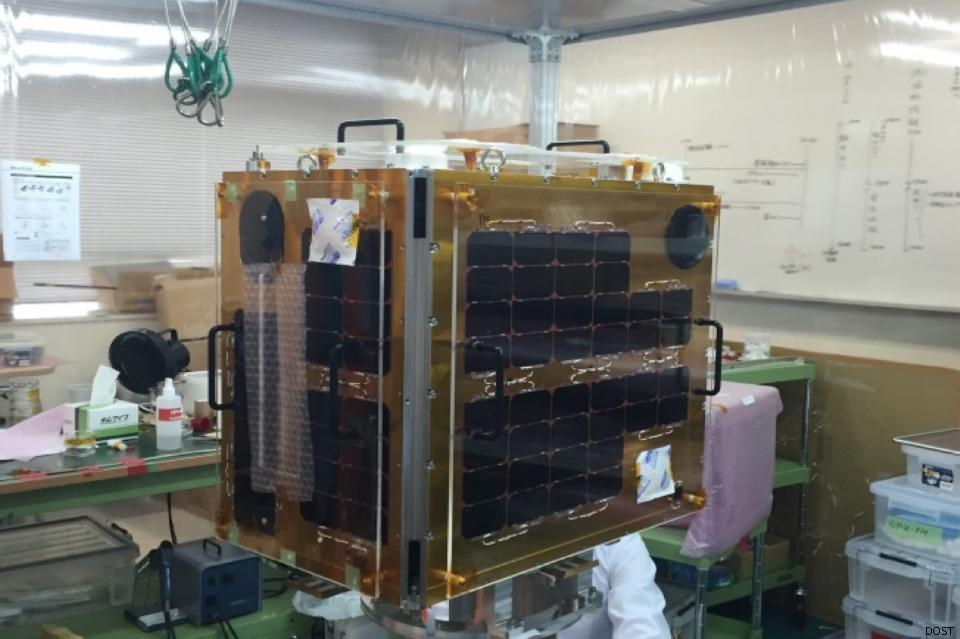

برنامج الفضاء الفلبيني هو برنامج لامركزي حاليًا تُشرف عليه وكالات مختلفة تحت إدارة العلوم والتكنولوجيا (دوست). في عام 2019، أقرت الحكومة الفلبينية «قانون الفضاء الفلبيني» (قانون الجمهورية 11363) الذي ينص على توحيد وتمركز أبحاث وتطوير الفضاء في ظل وكالة الفضاء الفلبينية (فيلزا) المُنشأة حديثًا. يُمول برنامج الفضاء الفلبيني من خلال برنامج تطوير الفضاء الوطني (إن إس دي بّي) من قبل دوست وخُصصت ميزانية أولية بقيمة مليار بيسو في 2020.

## التنظيم
تشرف العديد من الوكالات الحكومية التابعة لدوست على برنامج الفضاء الفلبيني حاليًا، وهي إدارة الخدمات الجوية والجيوفيزيائية والفلكية الفلبينية (باغاسا)، والهيئة الوطنية لرسم الخرائط ومعلومات الموارد (نامريا)، والمجلس الوطني للحد من أخطار الكوارث وإدارتها (إس دي آر آر إم سي) وضعت دوست ومرصد مانيلا خطة رئيسية مدتها 10 سنوات في عام 2012 لجعل الفلبين «دولة ذات قدرات فضائية» بحلول عام 2022. سيجري توجيه البرامج الجديدة والبعثات الفضائية المستقبلية من قبل وكالة الفضاء الفلبينية المُنشأة حديثًا (فيلسا).

### إنشاء وكالة فضاء موحدة
اقُترح إنشاء وكالة الفضاء الفلبينية عبر تشريعات خاصة من خلال قانون «الفضاء الفلبيني لعام 2016» (مشروع قانون مجلس النواب رقم 3637) في المؤتمر السابع عشر (بين 25 يوليو 2016 و4 يونيو 2019) و«قانون الفضاء الفلبيني» (مشروع قانون مجلس الشيوخ رقم 1211). في 27 نوفمبر 2018، أقر مجلس النواب مشروع القانون البديل، «قانون تطوير الفضاء الفلبيني» (مشروع قانون مجلس النواب رقم 8541)، في القراءة الثانية. «ينص مشروع القانون أيضًا على السياسة الفلبينية لتطوير الفضاء والاستفادة منه (بّي إس دي يو بّي) التي ستمثل الخريطة الاستراتيجية الرئيسية لتنمية الفضاء وتحقيق الهدف الرئيسي لتحويل الفلبين إلى دولة ذات قدرات فضائية في العقد المقبل». تحت مشروع قانون مجلس النواب رقم 8541، سيتم تخصيص 30 هكتارًا على الأقل لفيلسا الجديدة في موقع رسمي داخل منطقة كلارك الاقتصادية الخاصة في بامبانجا وتارلاك. يبدو أن أمين دوست، لاكي ديلا بينيا، يفضل مشروع قانون مجلس النواب رقم 8541.
اعتبارًا من ديسمبر 2018، تمت الموافقة على مشروع قانون مجلس النواب رقم 8541 في القراءة الثالثة والأخيرة من خلال 207 صوتًا مؤيدًا مع عدم وجود أصوات معارضة أو ممتنعة عن التصويت. سيُلحق مشروع القانون بدوست، كما أنشأ مشروع القانون صندوق تنمية الفضاء الفلبيني لاستخدامه حصريًا في تشغيل دوست. ستُنقل الوظائف الفلكية المتعلقة بالفضاء الخاصة بوزارة النقل (دي إو تي آر) ودوست إلى وكالة الفضاء الفلبينية بموجب القانون.
تم تمرير «قانون الفضاء الفلبيني» (قانون مجلس الشيوخ رقم 1983) بموافقة 18 عضو في مجلس الشيوخ لإقرار التشريع المقترح بدون أصوات معارضة في مايو 2019، ثم خُصص مليار بيسو من مخصصات السنة المالية الحالية مع تمويل لاحق من قانون التخصيصات العام، بالإضافة إلى مليار بيسو إضافي من مؤسسة الترفيه والألعاب الفلبينية (باغكور) وهيئة تحويل وتطوير القواعد (بي سي دي إيه) مع دعم بقيمة ملياري بيسو سنويًا. صدقت اللجنة المكونة من مجلسين على قانون مجلس الشيوخ رقم 8541 في 4 يونيو 2019، واضعةً وكالة الفضاء تحت إشراف دوست. كان من المقرر أن يوقع الرئيس رودريغو دوتيرتي على التشريع المقترح (تنسيق مشروع القانون رقم 8541 و1983) ليصبح قانونًا. تشير صفحة معلومات مجلس الشيوخ عن مشروع قانون مجلس الشيوخ رقم 1983 إلى تقديم مشروع القانون المنسق إلى قصر مالاكانانغ الرئاسي في 9 يوليو 2019. وُقع «قانون الفضاء الفلبيني» (القانون الجمهوري رقم 11363) ليصبح قانونًا بواسطة الرئيس دوتيرتي في 8 أغسطس 2019.
تركز الوكالة حاليًا على تطوير أقمار كيوب سات الصناعية الميكروية والنانوية ولم يُستبعد احتمال تطوير صواريخ إطلاق على المدى الطويل.